# Parque nacional del Monte Rainier

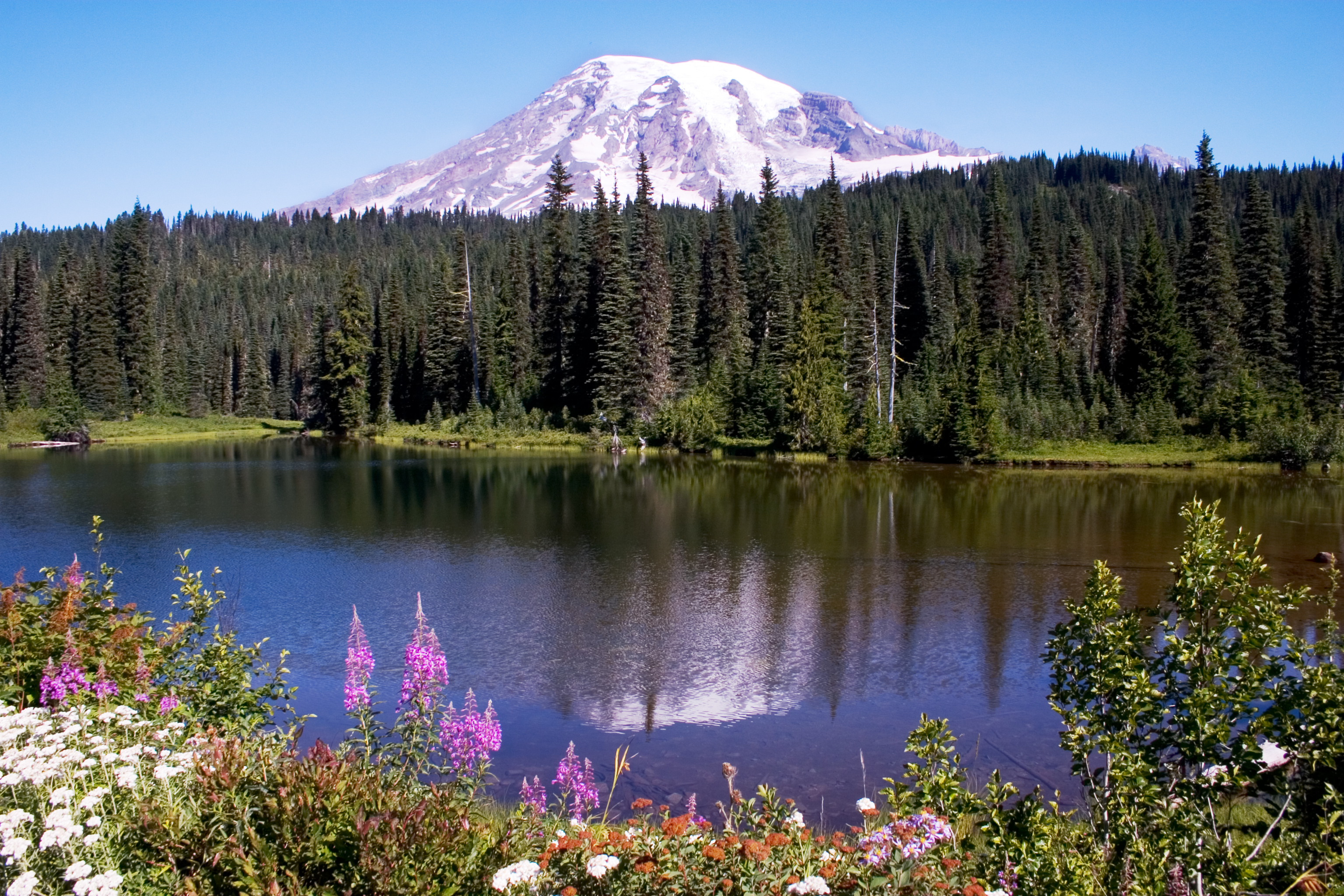
El Monte Rainier reflejado en un lago.

El parque nacional del Monte Rainier (en inglés Mount Rainier National Park) es un parque nacional de los Estados Unidos localizado en el sudeste de Pierce County y al noroeste de Lewis County en el estado de Washington. Fue establecido el 2 de marzo de 1899 como el quinto parque nacional de los Estados Unidos. 
El parque abarca 956,60 km² incluyendo el monte Rainier, un estratovolcán de 4392 metros. La montaña se eleva abruptamente desde el terreno circundante con elevaciones en el parque van desde los 490 a los 4300 metros. El volcán es el punto más alto de la cordillera de las Cascadas, en torno a ella discurren valles, cascadas, prados subalpinos, bosques maduros y más de 25 glaciares. El volcán está a menudo envuelto por las nubes que vierten enormes cantidades de lluvia y nieve en la cumbre cada año.
El parque contiene 37 000 hectáreas de bosques primarios. 